# ناحیه گرانت، شهرستان نیویاگو، میشیگان
ناحیه گرانت (به انگلیسی: Grant Township) یک منطقهٔ مسکونی در ایالات متحده آمریکا است که در شهرستان نیویگو، میشیگان واقع شده‌است.
 ناحیه گرانت ۹۳٫۴ کیلومتر مربع مساحت و ۳٬۱۳۰ نفر جمعیت دارد و ۲۴۶ متر بالاتر از سطح دریا واقع شده‌است.